# 小松宮彰仁親王
小松宫彰仁亲王（日语：／ komatsunomiya akihitoshinnō，1846年2月11日—1903年2月26日），日本弘化三年生，宮號初為仁和寺宮，後改东伏见宫，再改小松宫，是仁孝天皇猶子，生父為伏見宮邦家親王，日本皇族。官位元帥陸軍大将大勲位功二級。明治元年（1868年）任军事总裁。明治三年（1870年）赴英国留学，明治五年（1872年）回国。明治七年（1874年）二月佐贺乱起，任征讨总督。乱平后，九月任陆军少将。十年（1877年）任陆军户山学校校长兼东京镇台司令长官。十三年（1880年），任陆军中将，近卫都督。二十三年（1890年）擢陆军大将。二十四年补近卫师团长。明治三十一年（1898年）晋升元帅，三十六年（1903年）病死。葬於豐島岡墓地。

## 经历
安政5年（1858年），成为仁孝天皇的猶子，受到親王宣下任命，改号純仁親王，就任仁和寺第三十世的門跡。慶應3年（1867年），自称被任命復飾的仁和寺宮嘉彰親王。在明治維新时期，任命为議定和軍事總裁。在戊辰战争中，作为奥羽征討總督，执行官軍的指挥。

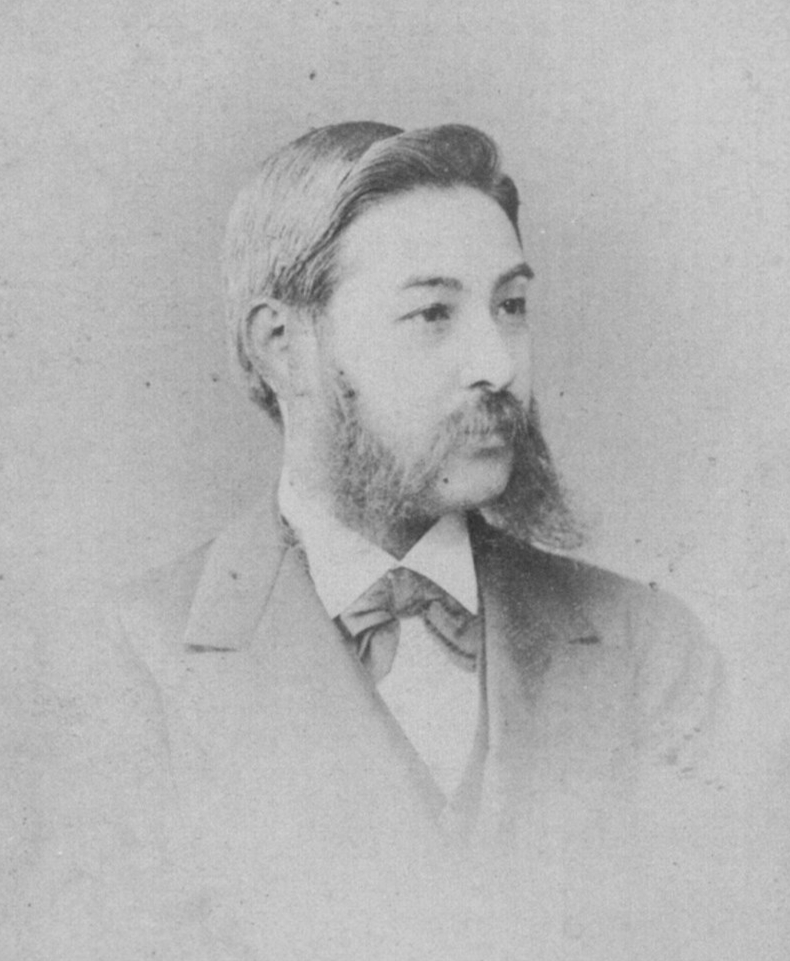
年轻时的彰仁亲王

1870年（明治3年），改宮号为東伏見宮。1874年（明治七年），在佐賀之乱中作为征討総督。1877年（明治10年），在西南战争中作为旅团长出征，平息战乱。1881年（明治14年），表彰其在明治维新中的功劳，家姓改为世襲親王家。1882年（明治15年），改宫号为小松宮，取自仁和寺寺域的旧名小松郷。

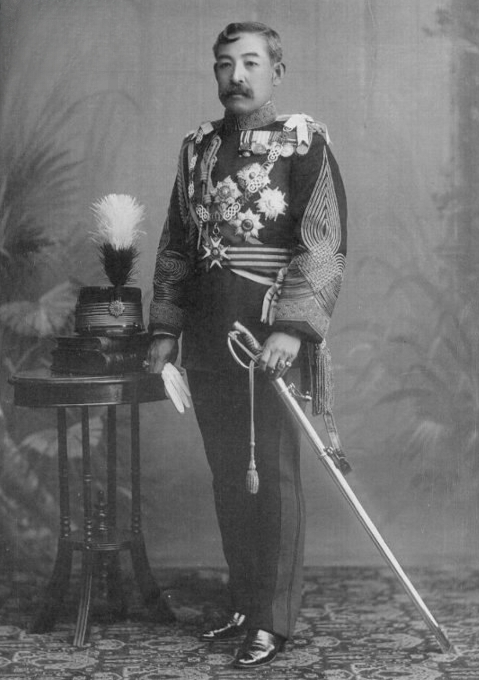
小松宫彰仁亲王

親王效仿歐洲君主国的例子，率领皇族，奖励军务中的事情，自己也身先士卒。1890年（明治23年），升进为陸軍大将，历任近衛師団長、參謀總長，日清戰爭中被任命为征清大總督出征旅順。1898年（明治31年），被列入元帥府赐予元帥。
曾也致力于国際親善，1886年（明治19年）曾造访过英國、法國、德國、俄國等欧洲各国。而且，1902年（明治35年），以代表明治天皇的出席了英国国王爱德华七世的加冕仪式。
社会事業中，担任过日本赤十字社、大日本水産会、大日本山林会、大日本武德會、高野山興隆会等各种团体的總裁，担任着建造皇族公務原型的一个重要角色。

## 年表
- 弘化3年（1846年）：出生
- 安政5年（1858年）：親王宣下・嘉彰親王。入寺得度・号純仁
- 庆应3年（1867年）：王政復古・被任命为復飾
- 明治元年（1868年）：軍事總裁、海陸軍務總督、軍防事務局督、軍務官知事、会津征討越後口總督
- 明治2年（1869年）：兵部卿、辞職
- 明治3年（1870年）：宮号改为東伏見宮。英国留学、議定
- 1873年（明治6年）：歸国、陸軍少尉
- 1874年（明治7年）：佐賀之乱。佐賀征討總督
- 1876年（明治9年）：陸軍戸山学校長、兼議定官
- 1877年（明治10年）：東京鎮台司令長官、新撰旅団司令長官
- 1878年（明治11年）：東部檢閱使
- 1880年（明治13年）：陸軍中将・近衛都督
- 1882年（明治15年）：改名小松宮。大勲位菊花大綬章
- 1886年（明治19年）：欧州差遣
- 1887年（明治20年）：歸国・近衛都督
- 1890年（明治23年）：陸軍大将
- 1891年（明治24年）：近衛師団長
- 1893年（明治26年）：兼議定官
- 1895年（明治28年）：参謀總長、日清戦争征清大總督、大勲位菊花章頸飾
- 1898年（明治31年）：元帥・日清戦争征清大總督辞職
- 1902年（明治35年）：英国国王戴冠式差遣
- 1903年（明治36年）：薨去、国葬

## 小松宮家
小松宮一代断絶，而彰仁親王的養子（依仁親王）不願繼承小松宮，於是另立東伏見宮。1910年（明治43年）7月20日，北白川宮能久親王第4王子輝久王（てるひさおう）臣籍降下，成为侯爵並以小松輝久作為姓名。

## 书法作品

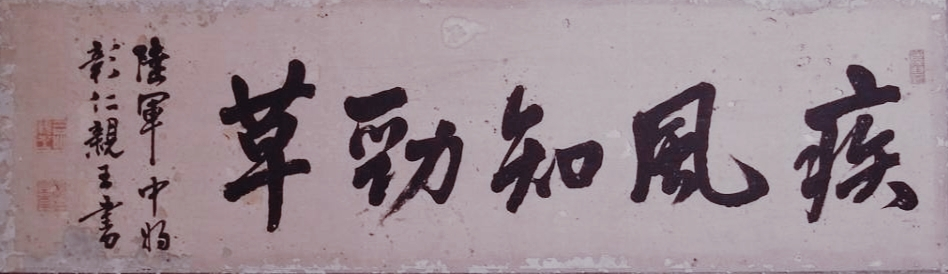
彰仁亲王所书写的“疾风如劲草”匾额。

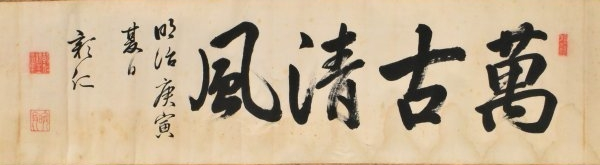
彰仁亲王于所书写的“万古清风”。

## 血緣
- 父母：伏見宮邦家親王 - 妃鷹司景子（日语：鷹司景子）
- 兄弟：晃親王 - 嘉言親王 - 讓仁親王 - 朝彥親王 - 微妙院 - 貞教親王 - 喜久宮 - 彰仁親王 - 能久親王 - 誠宮 - 愛宮 - 博經親王 - 智成親王 - 貞愛親王 - 清棲家教 - 載仁親王 - 依仁親王（女子省略）
- 妻：有馬頼子（日语：彰仁親王妃頼子）
- 子：（養子）依仁親王

## 関連項目
- 仁和寺
- 伏見宮家
- 征討大將軍（日语：征討大将軍）
- 大日本武德會
- 樂壽園（日语：楽寿園）:小松宮彰仁親王的別墅，位於靜岡縣三島市
- 興亞會
- 小松 (料亭)